# زیردریایی یو-۱۵۱ (۱۹۴۰)
زیردریایی یو-۱۵۱ (۱۹۴۰) (به انگلیسی: German submarine U-151 (1940)) یک زیردریایی بود که طول آن ۴۳٫۹۷ متر (۱۴۴ فوت ۳ اینچ) بود. این زیردریایی در سال ۱۹۴۰ ساخته شد.